# Botanischer Garten Liberec

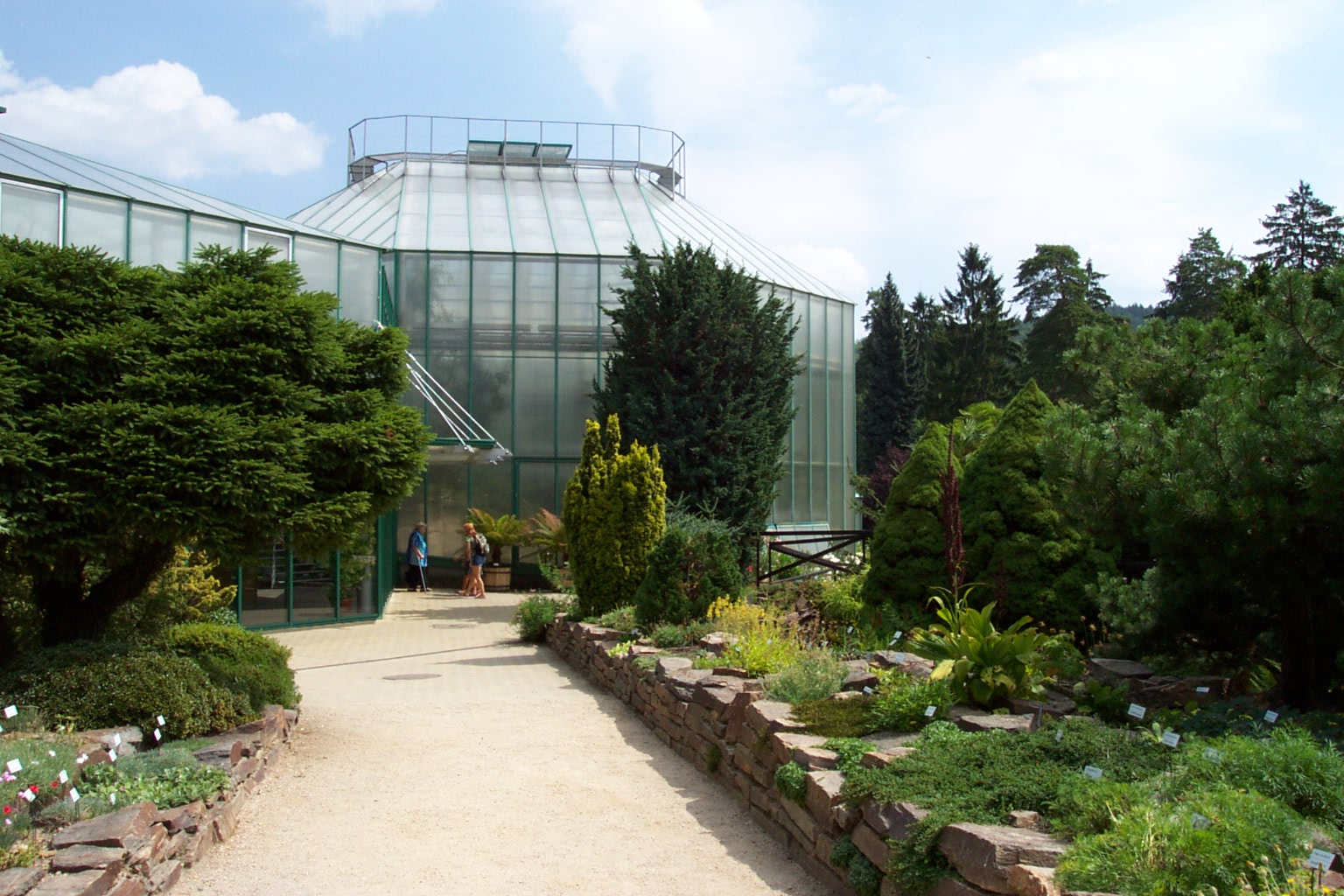
Gewächshaus des Botanischen Gartens in Liberec

Der Botanische Garten Liberec (tschechisch Botanická zahrada Liberec) ist eine wissenschaftliche Einrichtung in Liberec (deutsch Reichenberg) und der älteste dieser Art in Tschechien. Er wurde bereits 1876 geschaffen und 1895 an einen neuen, heute nicht mehr genutzten Standort verlegt. Seine frühe Entwicklung geht auf den Verein der Naturfreunde in Reichenberg zurück.
Das Areal beheimatet heute etwa 9.000 Pflanzenarten (7500 Arten in den Gewächshäusern und 1500 Arten im Freien). Eine achteckige Aluminium-Konstruktion mit neun Pavillons wurde von der Stadt finanziert, unter erheblicher Mithilfe der Staatsregierung. Man investierte 155 Millionen Kronen in den Umbau des Botanischen Gartens.

## Lage und Verkehrsanbindung
Der Botanische Garten liegt etwa 2 Kilometer vom Zentrum Liberec in nordöstlicher Richtung entfernt und ist mit den Straßenbahnlinien 2 und 3 über die Haltestelle „Botanická-ZOO“ erreichbar. In direkter Nachbarschaft befindet sich der Zoologische Garten der Stadt.
Die Fläche des Botanischen Gartens umfasst etwa 1,5 Hektar.

## Gliederung der Anlagen
Der Botanische Garten Liberec besteht aus zehn Pavillons, worin zahlreiche Orchideen- und Kakteensammlungen, Farne, Tropenpflanzen, über zweihundert Jahre alte Kamelien, eine Ausstellung von Süßwasserfischen und ein Meeresaquarium (mit 9000 Liter Wasser) zu sehen sind. In letzter Zeit wurde die Sammlung um eine weltweit beachtete Kollektion fleischfressender Pflanzen ergänzt. Der Begründer dieser wissenschaftlichen Sammlung und gegenwärtige Direktor des Gartens, Miroslav Studnicka, hat diese Pflanzenkollektion im Rahmen eines internationalen Austausches aufgebaut. Sie erhielt 1995 in Gent eine Auszeichnung.

### Freiland
Im Freiland (insgesamt 1500 Pflanzenarten) befinden sich ein Rosarium, ein großes Alpinum mit kleinen Seen und Wasserfällen, ein im Juli 2002 eröffneter Orientalischer Garten, Nassgalle-Pflanzen (System von 73 Bassins mit mehr als hundert Pflanzen), eine Ecke mit japanischen Ahornen (seit Frühling 2017) sowie ein rustikaler Garten (seit Frühling 2017).

### Pavillons/Gewächshäuser
Neun Ausstellungspavillons, die die Form einer Kristalldruse bilden und vom Architekten Pavel Vaněček gestaltet wurden, geben einen Einblick in die Flora tropischer und subtropischer Gebiete sowie weiterer Gegenden. Seit 2014 ist ein weiteres Gewächshaus mit dem Ausstellungspavillon L eröffnet worden.
Etwa 7.500 Pflanzenarten sind in den Gewächshäusern untergebracht. Mit den zehn Ausstellungspavillons beträgt die Gewächshausfläche etwa 4.400 m².
Folgende Themen werden in den Pavillons gezeigt:
- Pavillon A (Eingangsbereich)
  - untere Etage: Aquarien, Samenausstellung
  - obere Etage: Sukkulenten und Kakteen
- Pavillon B
  - untere Etage: Meeresaquarien
  - obere Etage: trockenes Afrika und Madagaskar – Wüsten, Halbwüsten, Bonsais, Orchideen, Welwitschie
- Pavillon C: Australis – Präsentation der australischen Flora
- Pavillon D: fleischfressende Pflanzen
- Pavillon E: Neotropis – Pflanzen aus den Tropen Amerikas
- Pavillon F: Große Kakteen
- Pavillon G
  - untere Etage: Paläotropis – Tropen Asiens und Afrikas (Riesenbananenbäume, Hibisken, eine Kletterpalme, zierliche Drachenbäume und natürlich auch Bambusse oder zum Beispiel die in den Haushalten so häufig gezüchtete Birkenfeige)
  - obere Etage: Orchideen
- Pavillon H: Urzeitpflanzen – Farnkräuter, Kletterfarne, Riesenschachtelhalme, Sagopalmfarne
- Pavillon I: Blütenpflanzen – beispielsweise zweihundertjährige Kamelien
- Pavillon L: Seerosenpavillon, speziell für Pflanzen aus der Familie Seerosengewächse (Hauptattraktion: größte Seerose der Welt, die Victoria amazonica oder Königliche Viktoria, die hier seit 1956 regelmäßig blüht und vom böhmischen Botaniker Thaddäus Haenke entdeckt wurde)

Der Botanische Garten besitzt neun weitere Gewächshäuser mit insgesamt 1400 m², jedes mit seinem eigenen Mikroklima. Diese enthalten Spezialsammlungen und sind für touristische Besucher nicht zugänglich.
Jährlich besuchen etwa 50.000 Menschen den Garten.

## Galerie

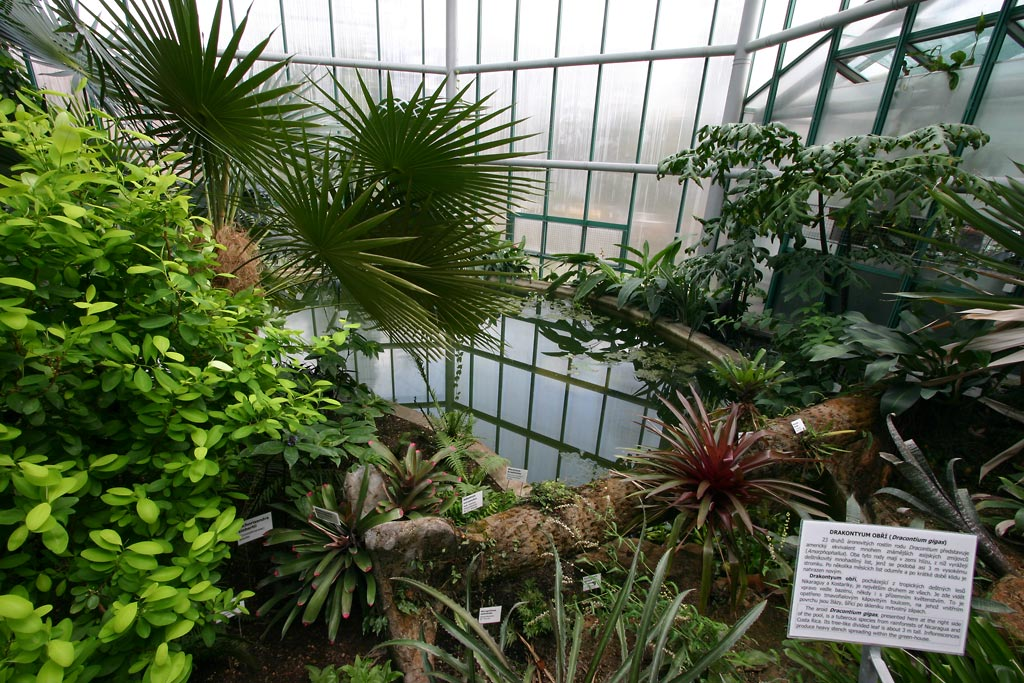
Gewächshaus
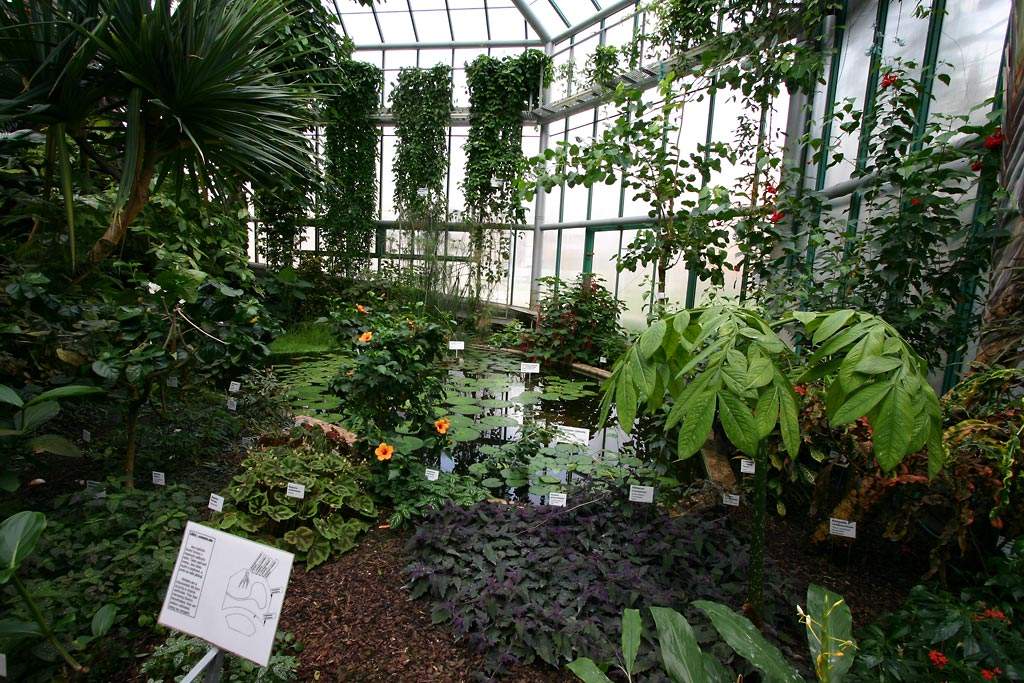
Gewächshaus
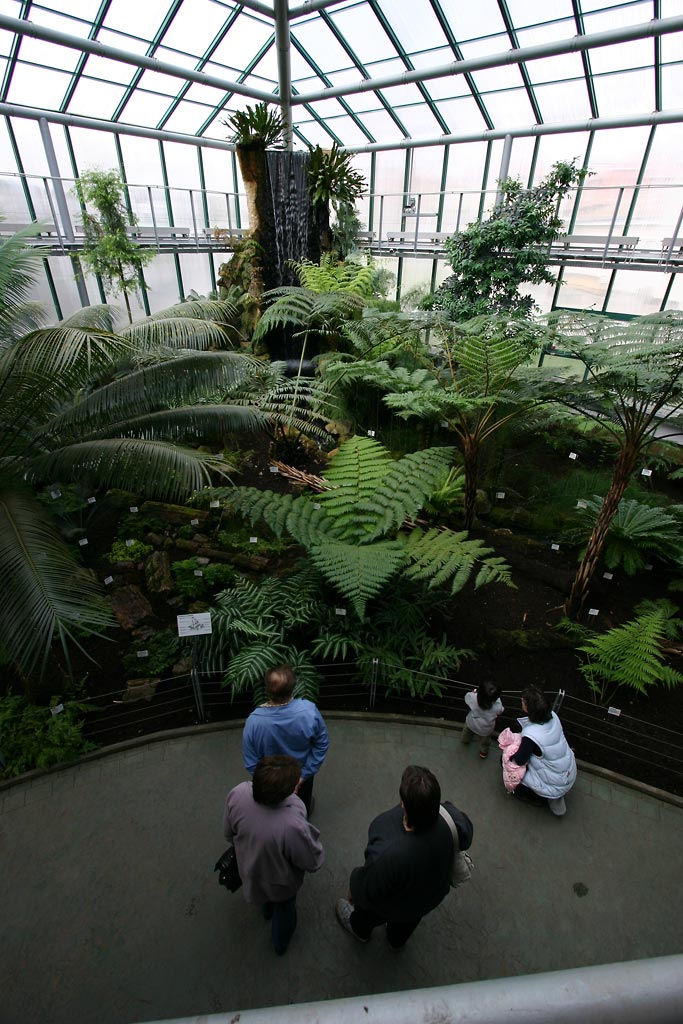
Gewächshaus
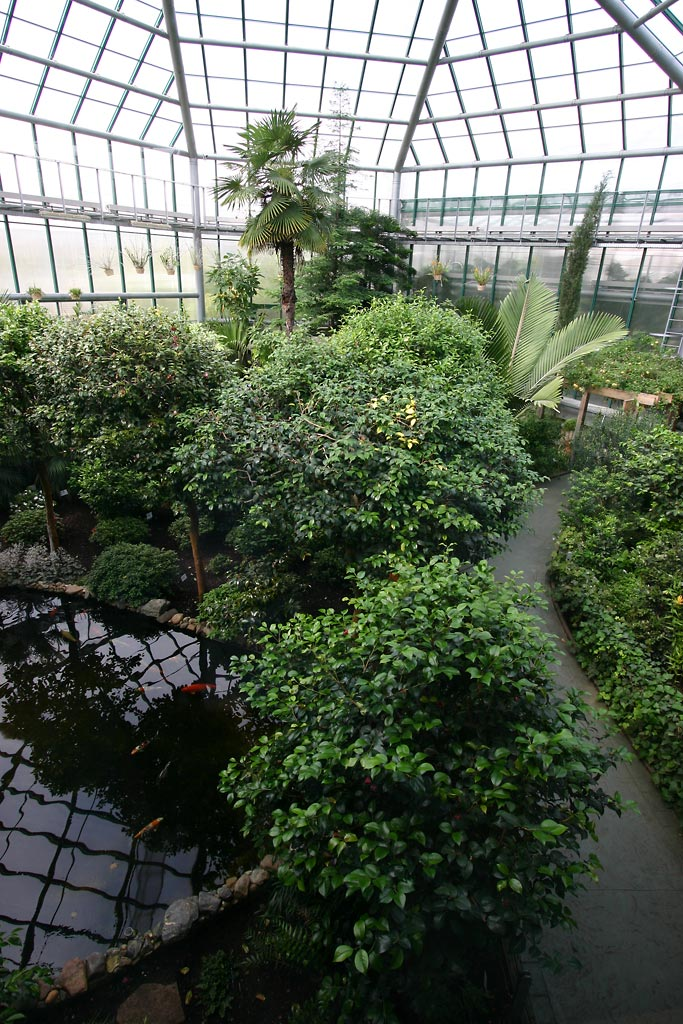
Gewächshaus
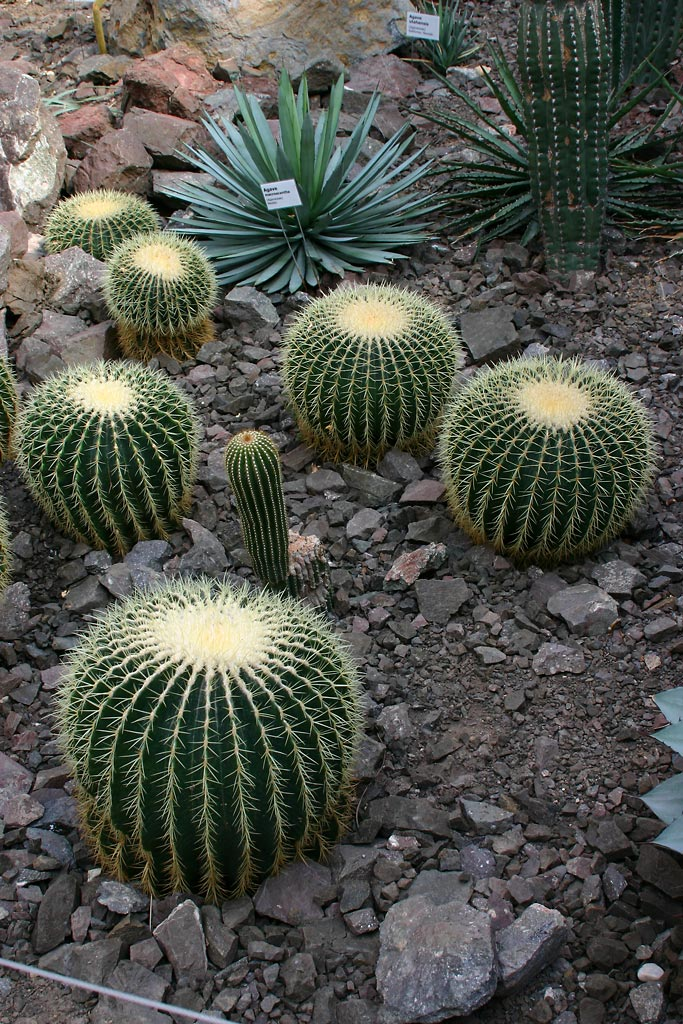
Kaktus
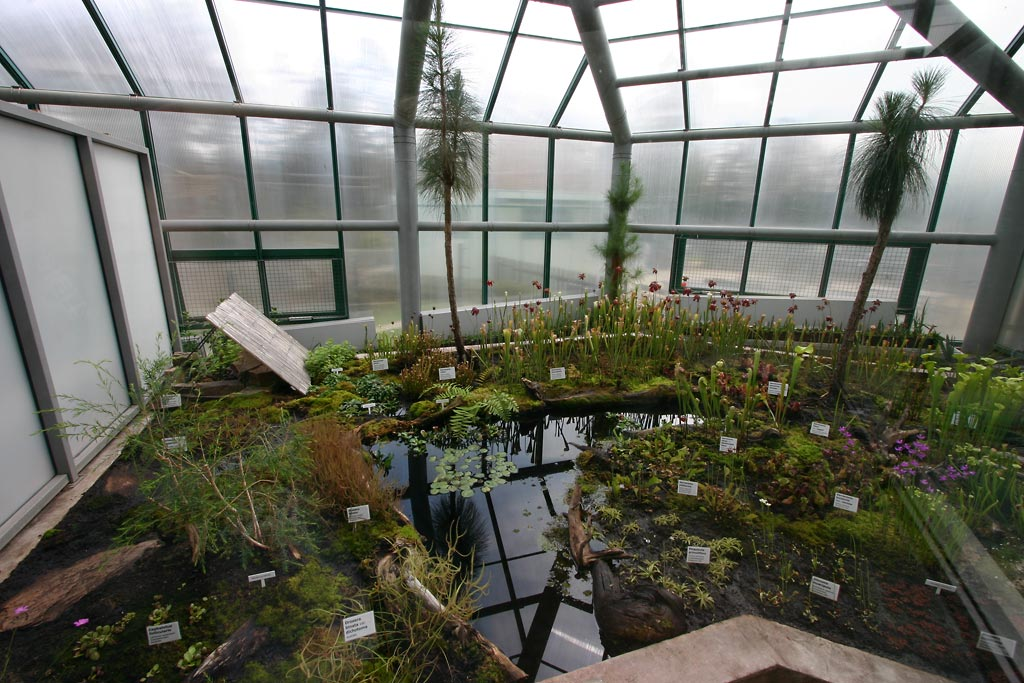
Fleischfressende Pflanzen
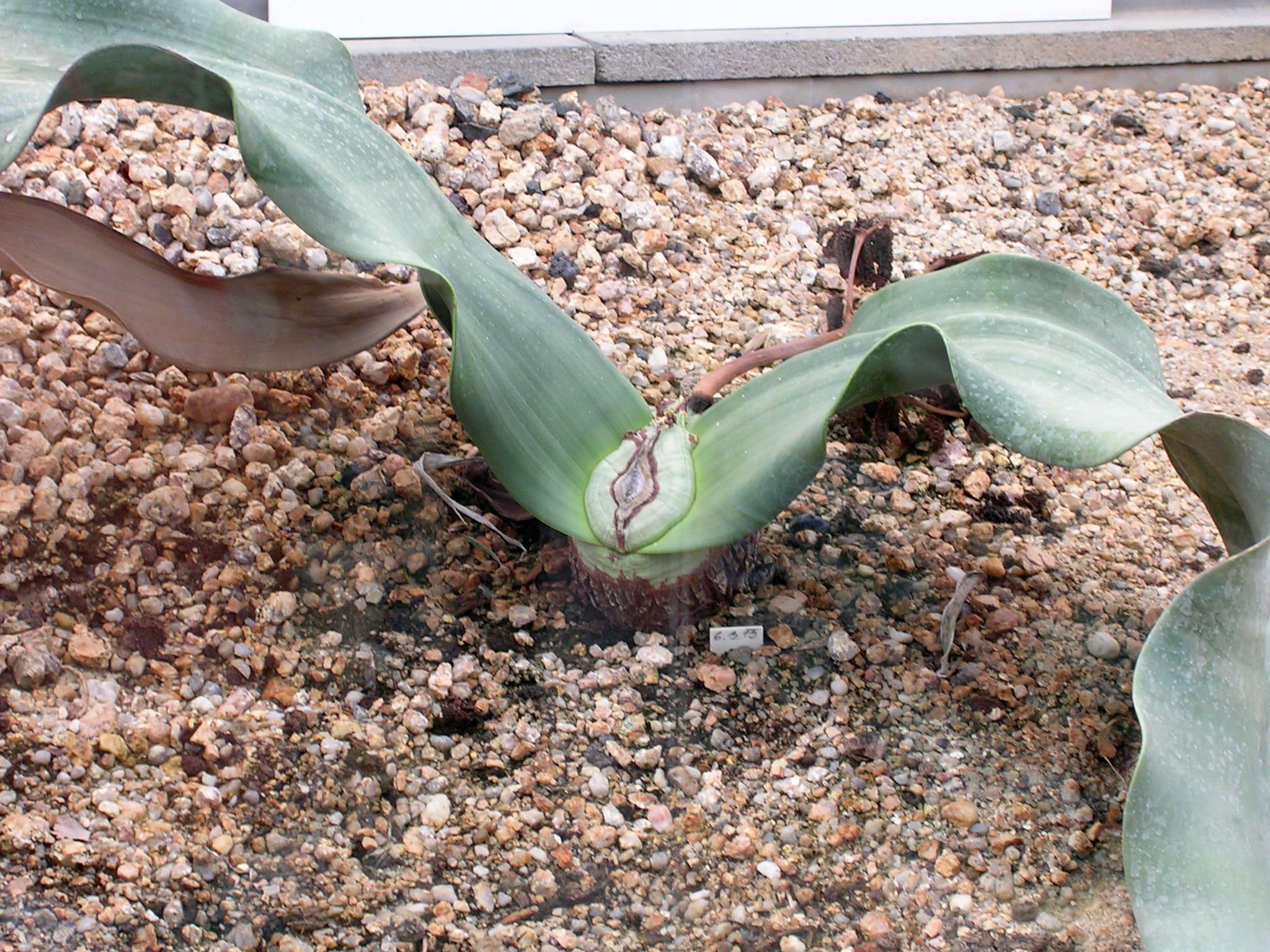
Welwitschia mirabilis
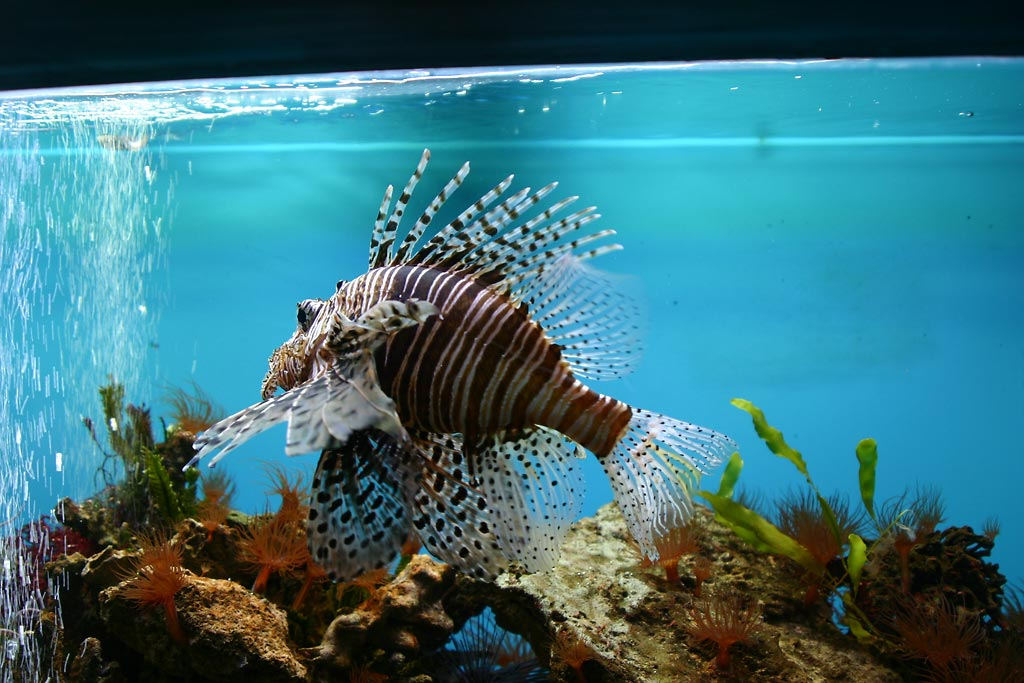
Aquarium
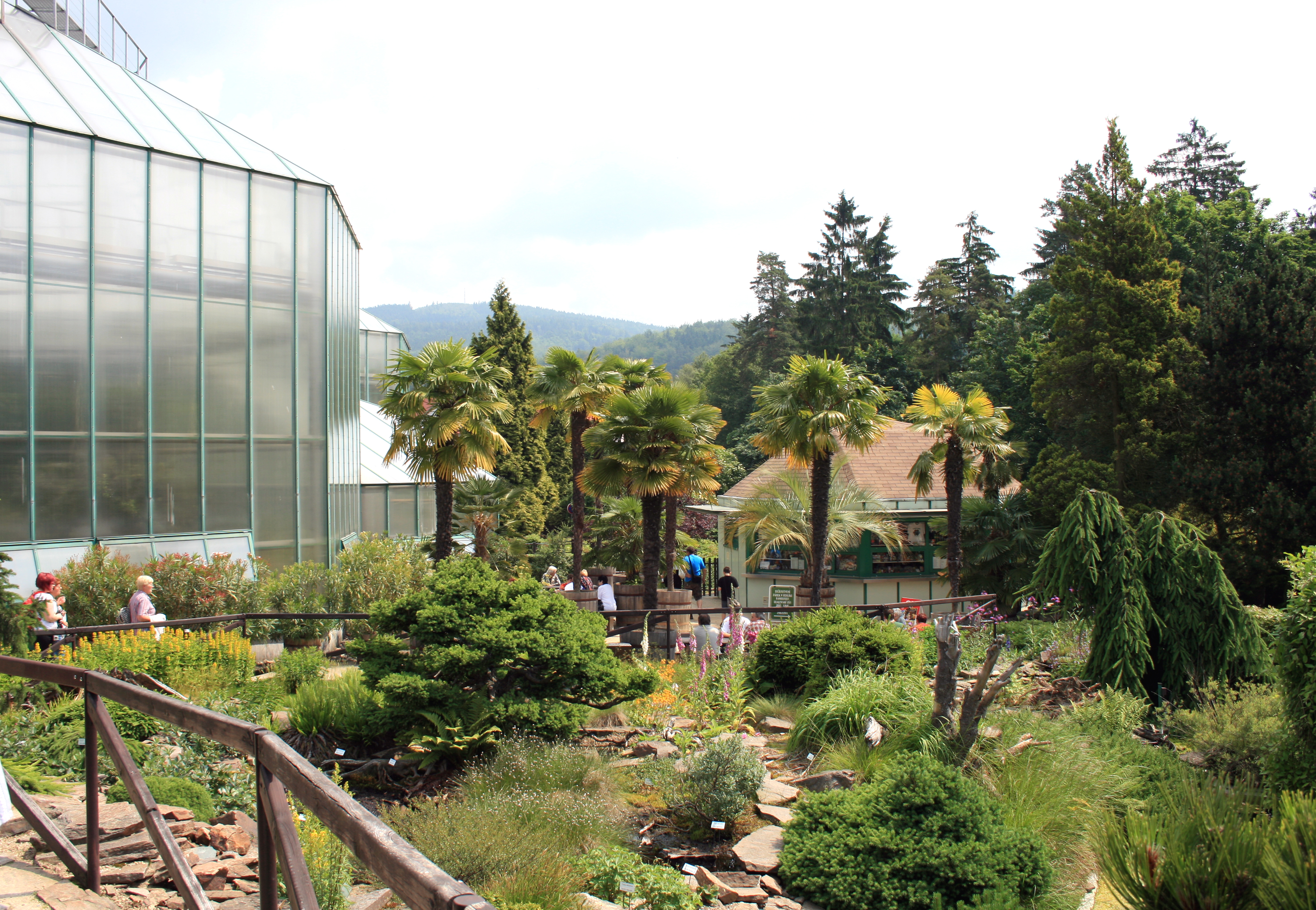
Außengelände